# Magnetismo animal no Brasil
O magnetismo animal no Brasil foi instaurado pelos primeiros homeopatas em suas primeiras experiências com o chamado "fluido vital". Pode-se registrar seu primórdio no século XIX através do médico João Lopes ainda no período regencial do Brasil Império. Seu ínterim áureo foi a criação da Sociedade de Propaganda do Magnetismo  e o Jury Magnético no Rio de Janeiro com seu reconhecimento em 3 de maio de 1862 por D. Pedro II.

## O magnetismo animal

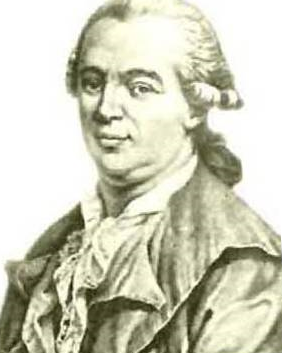
Franz Anton Mesmer

O magnetismo animal é uma doutrina fundamentada por Franz Anton Mesmer (1734-1815), médico, físico e teólogo suábio radicado em Viena. Que afirma-se ser uma ciência que age conjuntamente com a filosofia e a religião, a qual divulgou baseado na transferência de uma radiação nervosa entre terapeuta e paciente.
O magnetismo seria ainda, a faculdade que o magnetizador teria em transformar; o fluido cósmico universal em fluido magnético. Constituído por uma doutrina magnética denominada mesmerismo, onde seu conjunto de aforismos cria condições para práticas terapêuticas. Este se desenvolveu no final do século XVIII.

## No séc XIX

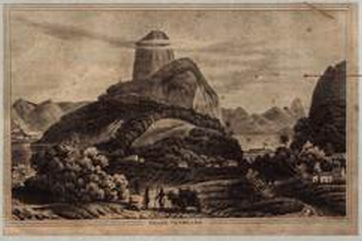
Rio de Janeiro nos primórdios do mesmerismo no Brasil

Muito do que se tem conhecimento sobre o mesmerismo no Brasil se deve a Francisco de Paula Fajardo Júnior, denotando de forma resoluta a primeira contribuição informativa sobre o magnetismo pelo médico lisbonês João Lopes Cardoso Machado em seu livro "Dicionário Médico-Prático – Para Uso dos que Tratam da Saúde pública, Onde Não Há Professores de Medicina" sob o nome de "catalepsia espontânea" .
Leopoldo Gamard apresentou sua Memória sobre o magnetismo animal à Sociedade de Medicina do Rio de Janeiro (Academia Nacional de Medicina) em 15 de maio de 1832. E para avaliar sua dissertação foi designado o membro titular Augusto Renato Cuissart, que apresentou seu parecer na 18ª sessão da Sociedade, ocorrida em 6 de outubro de 1832, presidida por Francisco Freire Alemão. Por não ser membro da academia, e com caráter considerado confrontativo por Cuissart a única parte citada do texto de Gamard foi: “A medicina é ciência quimérica e o magnetismo animal é a pedra angular da terapêutica”, antes da negativa num relatório ressoante com as injúrias dos opositores franceses do magnetismo animal .
Joaquim Manuel de Macedo no ano de 1844 denota uma situação no livro A Moreninha em que o personagem Sr Leopoldo no capítulo XIII, propõe o magnetismo como forma de tratamento a doente em questão.
No ano de 1853 o médico Guilherme Henrique Briggs traduz para o português o livro do famoso magnetizador francês Barão du Potet (1796 - 1881), com o título "Prática Elementar do Magnetismo" .

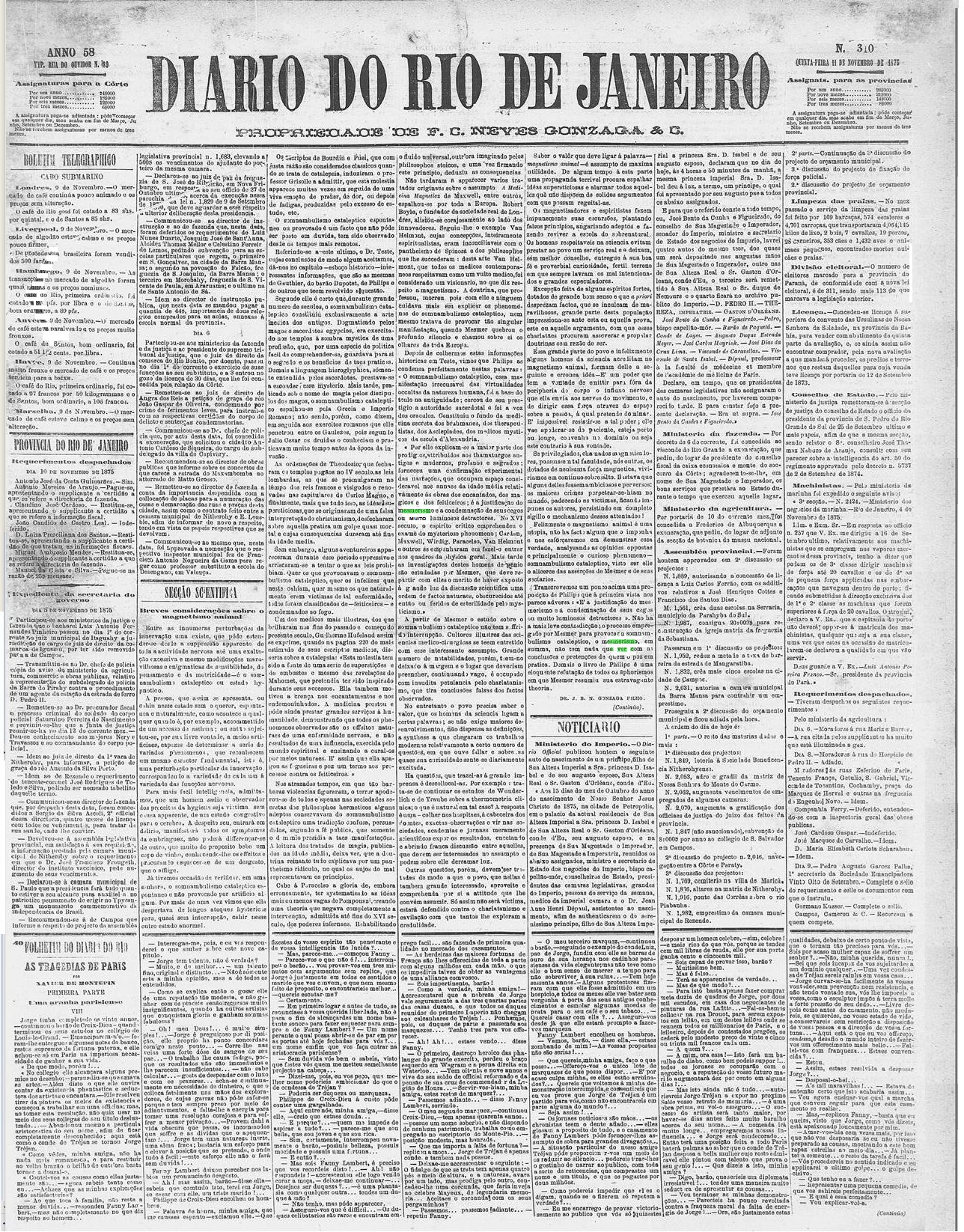
Primeira página do Diário do Rio de Janeiro sobre o mesmerismo

O médico alagoano Alexandre José de Mello Moraes no ano de 1855 inicia sua jornada como magnetizador publicando sua tese Physiologia das paixões e afecções, aspiradas nas doutrinas de Lavater, Rousseau dentre outros descortinando o mesmerismo de forma filosófica. Naquele mesmo ano J. H. T. C. de Miranda traduz o livro Magnetismo e magneto-terapia ou a arte de curar pelo magnetismo (magneto-terapia), segundo a escola moderna de François de Szapary.
O Dr. José Maurício Nunes Garcia, professor de Anatomia Descritiva da Faculdade de Medicina do Rio de Janeiro no ano de 1857 trata sobre o magnetismo animal no seu trabalho "Estudos Sobre a Fotografia Fisiológica".
O periódico "A Verdadeira Medicina Física e Espiritual associada a Cirurgia”, um jornal de divulgação mesmérica iniciava sua publicação em janeiro de 1861, pelo magnetizador e professor de magnetismo Dr Eduardo A. Monteggia editado pela Tipografia do Correio Mercantil . O jornal também foi o primeiro a publicar também trechos traduzidos das obras de Allan Kardec .
Naquele mesmo ano de 1861 funda-se a Sociedade de Propaganda do Magnetismo  e o Jury Magnético ambas no Rio de Janeiro e dedicadas à pesquisa e ao tratamento através do mesmerismo. As entidades recebem autorização de funcionamento desde que as práticas curativas fossem conduzidas estritamente por médicos. Naquele mesmo ano, o médico Dr. Joaquim dos Remédios Monteiro edita e apresenta "Magnetismo – História" para a Academia Imperial de Medicina.
| “ | Foi celebre, no Rio, em 1861 o opúsculo que se dava como a Verdadeira medicina. Era a arte de curar pelo magnetismo e devia-se ao magnetisador ( naquele período escrevia-se magnetizador com S ) Eduardo A. Monteggia . | ” |

Como ápice da aceitação do mesmerismo no Brasil em 3 de maio de 1865 o governo imperial autoriza o funcionamento e regulamenta lei sobre atuação da Sociedade de Propaganda do Magnetismo  e do Jury Magnético.

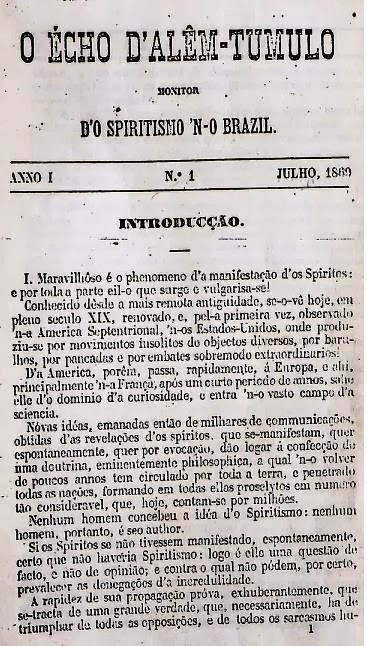
O Écho d'Alêm-Tumulo

A partir de 8 de março de 1869 a revista O Écho d'Alêm-Tumulo traduz trechos de Allan Kardec que falam sobre o mesmerismo.
José Baliseu Neves Gonzaga Filho doutor em medicina publicou uma série de artigos sobre o magnetismo animal na seção de ciências do Diário do Rio de Janeiro nos anos de 1875 e 1876, alcançando grande repercussão na Corte. Nesse mesmo período, Mello Moraes retoma seu trabalho com a publicação do título Memória Sobre o Fluido Universal ou Éter, denotando a ideia de bioeletrogênese. Nesta mesma época o doutor Francisco de Menezes Dias da Cruz, catedrático de Patologia da Faculdade de Medicina do Rio de Janeiro, Gama Lobo, Gonzaga Filho e Ferreira de Abreu pesquisaram o magnetismo animal e seu potencial terapêutico.

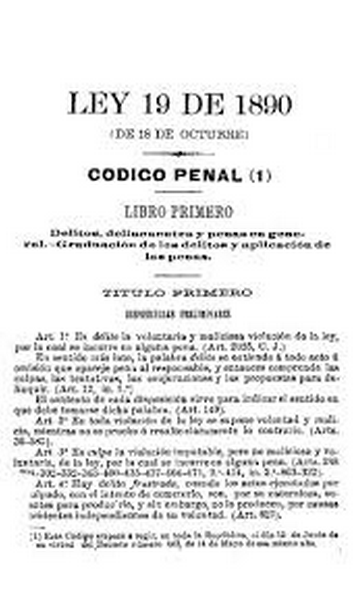
Código penal de 1890

Em seguida no ano de 1877 Miguel Lemos (1854-1917) e Raimundo Teixeira Mendes (1855-1927) viajaram para Paris, de volta ao Brasil, Miguel Lemos, iniciou uma progressiva e enérgica ação política, social e religiosa a partir do positivismo. Cuja finalidade era juntamente com seu confrades fazer intervenções a respeito das mais variadas questões sociais, religiosas e políticas, e dentre estas mudanças surgiu a seguinte lei:
| “ | capítulo III (Dos crimes contra a saúde publica): Art. 156. Exercer a medicina em qualquer de seus ramos, a arte dentária ou a farmácia; praticar a homeopatia, a dosimetria, o hipnotismo ou magnetismo animal, sem estar habilitado segundo as leis e regulamentos. Penas – de prisão celular por um a seis meses, e multa de 100$000 a 500$000. Parágrafo único. Pelos abusos cometidos no exercício ilegal da medicina em geral, os seus atores sofrerão, além das penas estabelecidas, as que forem impostas aos crimes que derem casos. | ” |

Entre os anos de 1880 e 1887, um grande número de médicos assume a terapia do magnetismo animal em suas clínicas pelos relatos da eficiência pelos colegas. Destacam-se entre estes Calvet, médico responsável pela Corte do Rio de Janeiro, Lucindo Filho, em Vassouras, Moraes Jardim, em Barbacena, Sá Leite, em Poços de Caldas, Affonso Alves, na Bahia, e outros. Neste período mais precisamente no ano de em 1884, Nunes Garcia apresentou seu tratado Memória Sobre o Magnetismo Animal na exposição que ele inaugurou na Biblioteca da Faculdade de Medicina do Rio de Janeiro.
No ano de 1896 Francisco Fajardo publica com apoio do médico Érico Coelho o a reedição de seu Tratado sobre a hipnose, onde descreve todo o limiar da história do magnetismo animal no Brasil, dede Lopes até os seus contemporâneos .

## No séc XX
No ano de 1902 Souza Brito profere uma palestra sob o título "O Magnetismo animal e suas manifestações" no 
Centro de Sciencias, Lettras e Artes de Campinas, a qual foi pulblicada na Revista Médica de São Paulo em três partes .
O Sr. Bráulio Prego em 1907 faz a tradução de Henri Durville filho de um dos maiores expoentes do mesmerismo (Hector Durville), o livro Magnétisme personnel (Magnetismo pessoal), obra que atingiria em seu centenário a marca de “mais de 70.000 exemplares vendidos!” e a qual criaria o primeiro índice de catálogo sistemático para o tema com numeração subsidiário a psicologia por número de  CDD 154.72.
Em 15 de outubro de 1909, surgiram fenômenos psíquicos de transportes de objetos na capital paulista por intermédio da senhorita X. Pelo ocorrido  o jornal “Correio Paulistano”, resolveu desenvolver uma enquete sobre o assunto, entrevistando: psicólogos, médicos, ocultistas e o Sr. Cairbar Schutel desenrola de forma sucinta os princípios magnéticos e transpõe suas elucidações, que foram amplamente admitidas pelos ouvintes e das quais brotou um livro publicado em 1915 por nome Histeria e fenômenos psíquicos.
Nesse período o professor Eurípedes Barsanulpho já fazia uso do fluido magnético na construção da corrente magnética em seus tratamentos psico-físico-patológicos onde um deles suscitou na cura de Maria Modesto Cravo.
No ano de 1920 o médico abolicionista, Adolfo Bezerra de Menezes Cavalcanti sob o pseudônimo "Max" publica o livro Loucura sob novo prisma denotando o assunto mesmérico em situações para explicar seu tratamento e sua efetividade em tantos outros .
Em meados de 1929, Josino Cândido Branquinho, farmacêutico prático na Fazenda Palmela, estando quase cego, procura a cura nos trabalhos magnéticos de Jerônimo Cândido Gomide na Fazenda Pico . Neste mesmo período Dorcelino Damasio da Silva, católico, também é curado de "fogo selvagem" pelas mãos de "Candinho" . Deste grupo nasceu a cidade de Palmelo 
| “ | [...] os problemas enfrentados com as autoridades de Caldas Novas aborreceram Jerônimo Candinho, porque passaram a interfirir e atrapalhar o trabalho que ele desenvolvia | ” |

Em 1932 e traduzido pela editora da Federação Espírita Brasileira o livro "Magnetismo curativo - Volume 1 - Manual Técnico" e no ano seguinte "Magnetismo curativo - Volume 2 -  Psicofisiologia" ambos de Alphonse Bouvier (Bué).
Na década de 50 o Sr. comandante Edgard Armond faz fervilhar novamente os conceitos mesméricos ao meio espiritista com o lançamento do livro Passes e radiações, criando preceitos valiosos utilizados a té a atualidade.
O livro, escrito pelo Dr. Jean Philippe Encause (filho de Papus) foi publicado no Brasil por “Alba Lucis”, em 2 Volumes respectivamente em 1958 e 1959, o qual fundamentaou sua tradução da 4ª edição original francesa. Os mesmos houvera recebido o Prêmio "MARIA STAR" pela Société des gens de lettres (Sociedade das gentes de letras) e outro prêmio pela "Académie des Sciences Morales et Politiques" (Academia das ciências morais e políticas de Paris) em 1954.
Em 1991 é lançado o livro, O Passe de Jacob Luiz Melo, pela editora da Federação Espírita Brasileira, o qual, faz uma ligação pratica do passe espírita com o passe magnético 

## Mesmerismo contemporâneo no Brasil
No ano de 2004, Paulo Henrique de Figueiredo editou pela primeira vez livros na integra de Franz Anton Mesmer, sob o nome Mesmer a ciencia negada e os textos escondidos, uma obra contendo a biografia detalhada de Mesmer em conjunto com a maioria de suas obras
Em 2014 foi relatado nos jornais que:
| “ | Um estudo desenvolvido recentemente pela USP (Universidade de São Paulo), em conjunto com a Unifesp (Universidade Federal de São Paulo), comprova que a [...] energia liberada pelas mãos tem o poder de curar QUALQUER TIPO DE MAL ESTAR. | ” |

O Jornal da Cidade de Bauru em 13 de julho de 2014 relatou o trabalho desenvolvido pelo professor Francisco Habermann (professor aposentado de nefrologia), a professora Niura Padula e outros integrante do grupo de pesquisadores da Unesp/Botucatu, descrevendo que o passe magnético seria um conhecimento resoluto desde o século XVIII baseado no que a física clássica denota ser as pontas dos dedos que agiriam como para-raios ou como terminais pontiagudos que recebem e transmitem "forças", podendo uma pessoa influenciar a outra simplesmente estendendo as mãos.
| “ | Este grupo de médicos da Faculdade de Medicina de Botucatu está tomando todo o cuidado metodológico para não ter outra influência a não ser a imposição das mãos ou seja, o uso das pontas. | ” |

O jornal ainda afirmou que após as escolhas dos voluntários as aplicações de passe vão durar oito semanas e que a professora Padula informou até seu método probativo:
| “ | Em 20% dos voluntários vamos fazer eletroencefalograma porque queremos saber se esse tipo de tratamento altera as ondas cerebrais. É muito interessante esse trabalho. Queremos um dado mais palpável do indivíduo. | ” |

## Magnetismo e espiritismo no Brasil
Tal como firmado por Allan Kardec, que o mesmerismo preparou o caminho para o espiritismo na França, o mesmo foi declarado aqui por Jorge Hessen, o qual reafirmou:
| “ | [...] identificamos os primórdios do movimento “espírita” brasileiro nas experiências dos partidários do mesmerismo. Dentre os adeptos topamos com os médicos homeopatas Benoît Jules Mure e João Vicente Martins, ambos chegados ao país em 1840. Havia mais aderentes da técnica de Mesmer, a exemplo de José Bonifácio de Andrada e Silva (Patriarca da “Independência”), igualmente adepto à homeopatia , e Mariano José Pereira da Fonseca (Marquês de Maricá) que publicou um livro de essência “pré-espírita” em 1844. [...] Benoît Jules Mure e João Vicente Martins, “fariam da medicina homeopática verdadeiro apostolado. Muito antes da codificação espírita, conheciam ambos [...] o elevado alcance da aplicação do magnetismo. | ” |